# 潮汕民系
潮州民系，也稱潮汕民系、潮州人、潮汕人或潮人，是汉族民系之一，指潮州市、汕頭市、揭陽市與豐順縣以及周邊地區以潮州话為母語或有潮州認同感的漢族人。
潮州民系是閩南民系的一支。潮州民系給外界的印象，一般認為他們简朴而寡文，但具有较强的經商禀賦。

## 分佈

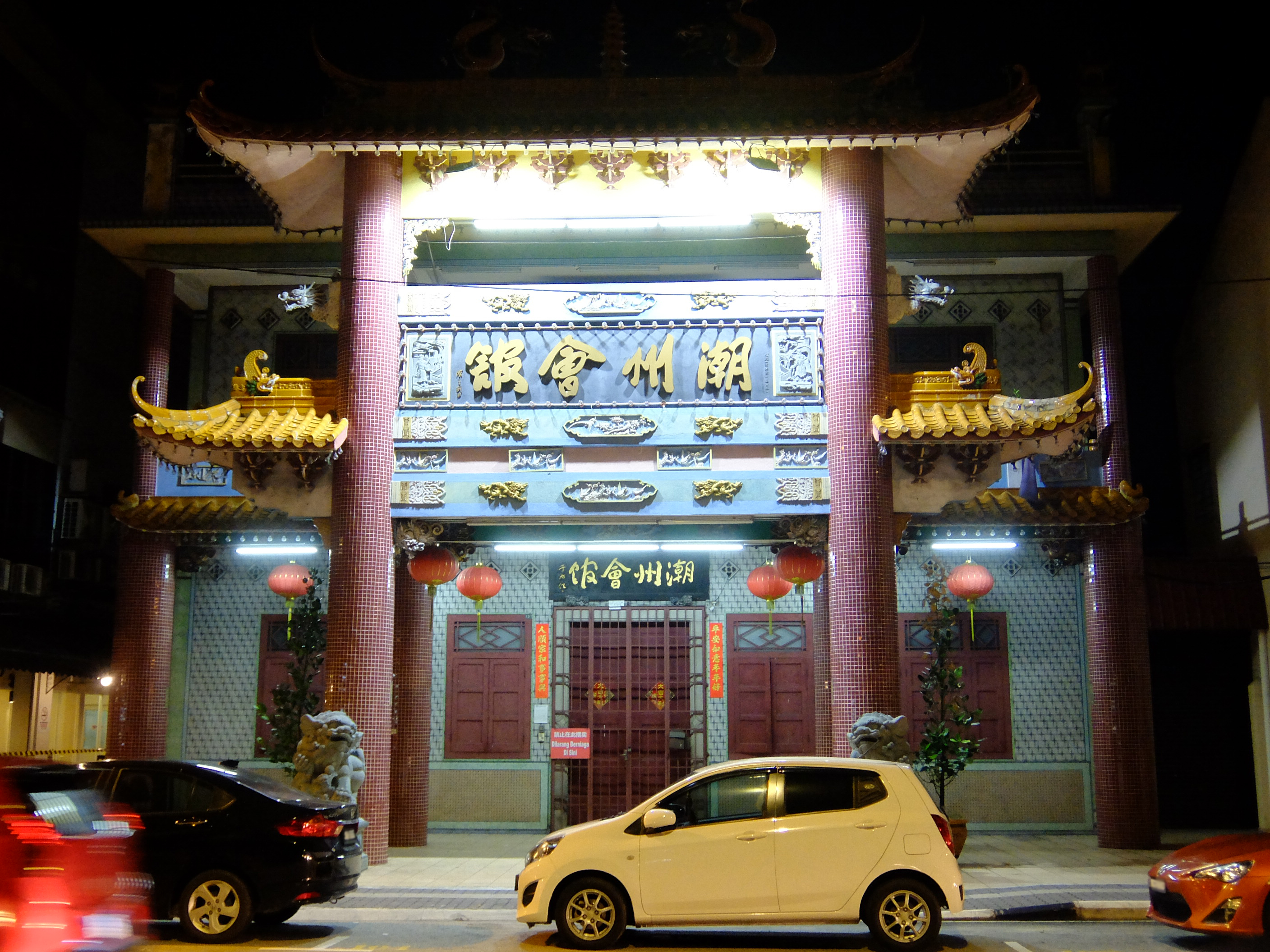
馬來西亞麻坡的潮州會館

潮州人主要分布在原潮州府的潮州市（湘桥区、枫溪区、潮安区、饶平县）、汕头市（潮阳区、潮南区、澄海区、金平区、龙湖区、濠江区、南澳县）、揭阳市（榕城区、揭东县、揭西县、惠来县、普宁市（县级市））。国内潮州人约一千五百万，海外潮州人约一千五百万。
梅州市下轄的大埔县、丰顺县等地旧属潮州府，至今丰顺南部的𨻧隍镇、汤南镇仍通行潮州话，居民多數有潮州人的认同。大埔县居民主要為客家人，於1949年以前出生的大埔人不少也有潮州认同感，诸如碧野、邹文怀等人，而中華人民共和國成立後，大埔人則已多向梅縣地區靠攏。因此，潮州八属（或稱潮州八邑）一般指潮安、潮阳、揭阳、饶平、澄海、惠来、普宁、丰顺。
潮汕地區在行政上屬於廣東省，不過潮汕地區的潮州話使用者以及其海外移民後裔仍然认同自身是潮州人，学术界常將其归为闽南民系的分支。
香港至少有70万名潮州人，后裔多數用「家己儂」（潮州白話字：Ka-kī-nâng；潮拼：ga1 gi7 nang5）來表示自己人的意思，讀音亦與閩南語泉漳話頗為相似。潮州人在香港集中於九龍城、秀茂坪及大角咀等地區，這些地區亦是香港目前僅存舉辦盂蘭勝會的地方。
臺灣的潮州民系移民之初，不少居住地點鄰近客庄或位於客庄的，與客家人合作，因此會講客家話與潮州話，認同客家風俗，由於其所使用的潮州話被較強勢的客家話融合，因而自我認同轉為客家民系。此外，也有部分潮州移民轉而認同閩南泉漳民系，因其所使用的潮州話，與同屬古代閩南民系的泉州人、漳州人所使用之泉漳話有親緣關係，而且在台灣日治時期，被總督府歸類為「福建種族」，所以不少至台灣定居的潮州人後裔亦徹底融入閩南裔臺灣人之中，但在潮州人帶來的飲食及信仰方面未必。
旅居海外的潮州华裔基本遍布世界五大洲40多个国家和地区，主要包括：东南亚的泰国、新加坡、马来西亚、印度尼西亚、越南、柬埔寨，以及北美的加拿大、欧洲的法国，还有大洋洲的澳大利亚等等。其中，人口最为密集的地方当属泰国曼谷的唐人街，不仅全区通行潮州话，还藉此影响了泰语的不少词汇。
截止至1994年，海外潮州人口在泰国约有500万人，马来西亚和印尼各约有80万人，新加坡约有50万人，越南约30万人，柬埔寨约20万人，老挝约10万人，美国约30万人，加拿大约10万人，法国约15万人，澳大利亚约10万人。

### 泰國潮州人
泰國人稱呼華裔潮州人以「鄭小」（泰語：แต้จิ๋ว），指為鄭昭的人民。
1914年泰国国王拉玛六世署名Asavabahu将境内的以潮州人为主的华人对比犹太人，认为他们人数少，而生性多狡诈，善于经商，在泰国热衷敛财，且难以同化，犹如犹太人之危害美国，这些言论对以后泰国持续一段时间的排华运动产生了影响。但泰国没有爆发过大规模的排华运动。而东南亚其他国家的排华运动却是明显带着血泪，如印尼的黑色五月暴動。台湾歌手侯德健有一首歌叫《潮州人》，讲述的是華裔潮州人在越南的“排华运动”中所遭受的苦难。

## 性格特点
潮州地区以榕江为界限南北分出两种人文性格不同的区域，分别是广东文风发达的潮澄饶和揭丰，以及教育相对落后的潮普惠。
榕江以北的潮州人，潮澄饶，即潮安、澄海、饶平，基本为潮州三阳旧海阳县的属地；揭丰，即揭阳、丰顺，基本为潮州三阳旧揭阳县的属地。此地「耕土文化」的影响显著一些，语言也相对细腻婉转，性格较为温润保守。此地相对而言多出文人，如潮澄饶的四大文化名人，即汉学大师饶宗颐（潮安），陈平原（潮安），张竞生（饶平），秦牧（澄海）。另外还有詹安泰（饶平）、赵汀阳（汕头）、蔡澜（潮州府城）、梅益（潮安县）、杨邨人（潮安县）等名家数不胜数。揭丰人文教育第二，曾习经（揭阳县）、洪子诚（揭阳县）、陈春声（原揭阳县，现属揭西县）等都来自揭丰。
榕江以南的潮州人，潮普惠，即潮阳、普宁、惠来，此地「海洋文化」的影响显著一些，商业气息浓厚，居民多不擅文墨，语言及性格相对粗鄙，存在人文教育落后的问题，是所谓的“人县”，外出求生最多，对比北岸保护完好的韩江，南岸污染严重，如练江被人为毒死，还要引北岸的韩江水。此地相对而言多出实用人才，如巨贾大商人，新闻媒体里所谓的潮商，大部分都是来自潮普惠。

## 語言
潮汕民系（潮州人）的母語為閩南語潮州話，是汉语族閩南语的一支，與閩南语的泉漳話、海陸豐話是語言連續體。

## 風俗

### 節日

#### 特有節日
- 十成節：在潮汕地區，十成節定於十月十五，人們會在那天祭拜五穀爺。當日家家不能煮生米[4]，農民會用米筒裝滿白米，貼一圈紅紙當作五穀神位祭拜。潮陽人則把神農像掛在神座上供奉。農民會用米粉、花生、油麻、黃豆等合製成各種象形的粿品如穀穗、尖擔粿、穀籮稞等，同三牲祭品擺在香案上敬拜[5]。

#### 除 夕（二九夜/三十夜）
潮汕人稱除夕為“年夜”或“大年廿九/三十”。這一天要祭祖，並撕下舊對聯，貼上新春聯和門神。祭拜的紙錢不能全部燒完，要留兩疊放著，象徵著給故去長輩（先人）的壓歲錢。

#### 春節
正月初一一早會祭拜天公（玉皇大帝），再來是祖先和各種神明，將除夕留給先祖，神明壓歲的紙錢在燒化掉，春節的文娛活動有英歌舞、營大鑼鼓、擎大標、布馬舞、舞龍、獅、鯉魚等。

#### 元宵節
元宵節當天每家每戶門楣上都要插上榕葉、竹枝，以保平安；慶元宵的活動有：營老爺（遊神繞境）、賞花燈、添燈、猜燈謎、拋錢擲彌勒佛等。

#### 清明節
清明節要掃墓、壓墓紙（過春紙），舉行祭禮；並食用蒸朴籽粿和食潤餅。

#### 七夕（乞巧節）
潮汕民間把七夕這一天稱為「公婆母生」，潮汕人這一天有「拜公婆」的習俗。潮汕民間認為，公婆神（潮陽稱床腳婆，揭陽稱公婆母）是兒童的保護神，凡家中有15歲以下的小孩的人家都要在家中祭拜公婆神。並舉行出花園（成人禮）的儀式。

#### 七月半（中元節）
七月半中元，潮汕民間在自家門口擺上祭品、錢紙，祭畢燒錢紙、撒白米於地上，焚香禱祝，並把香插在房前屋後的地上。

#### 中秋節
中秋節在潮汕主要有三項活動：用芋頭祭祖、祭拜太陰星君（拜月娘）和燒塔。

#### 冬節
冬節要祭祀神明和祖先，上墳掃墓壓冬紙（過冬紙），食用甜糯米圓，表示大團圓。

## 藝術

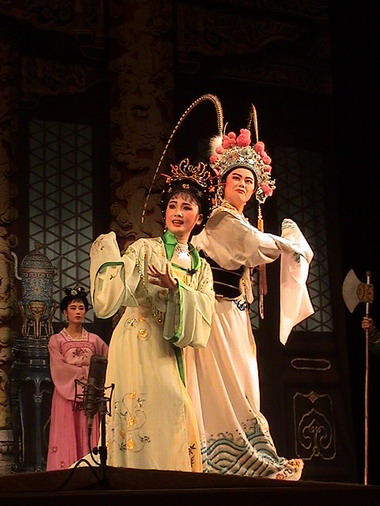
潮劇

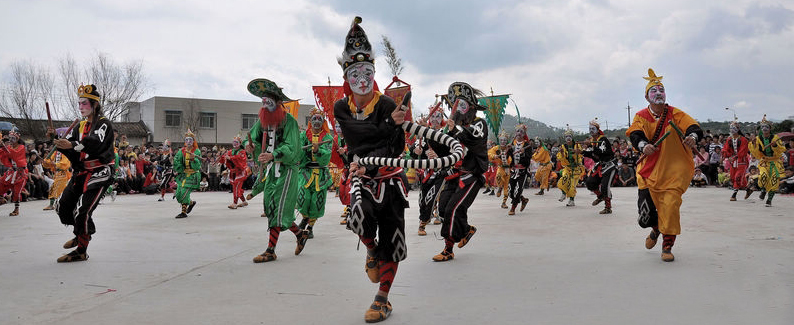
英歌

### 戲曲和音樂
潮劇（潮州戲）形成於明朝，是中國最古老的地方劇種之一，屬元明南戲的一支，時稱為潮腔、潮調、泉潮雅調，為明代南戲五大聲腔之一。流行於廣東潮汕地區和閩南等地。
潮州音樂是潮州人的傳統民間器樂，演奏樂器包含弦類樂器、管類樂器和鼓板樂器；潮州英歌起源於明代中期，一種糅合南派武術、戲劇等地方藝術為一體的中國民間廣場舞蹈。

### 工藝美術
潮汕的傳統工藝有潮繡、陶瓷、木雕和花燈。

## 建築

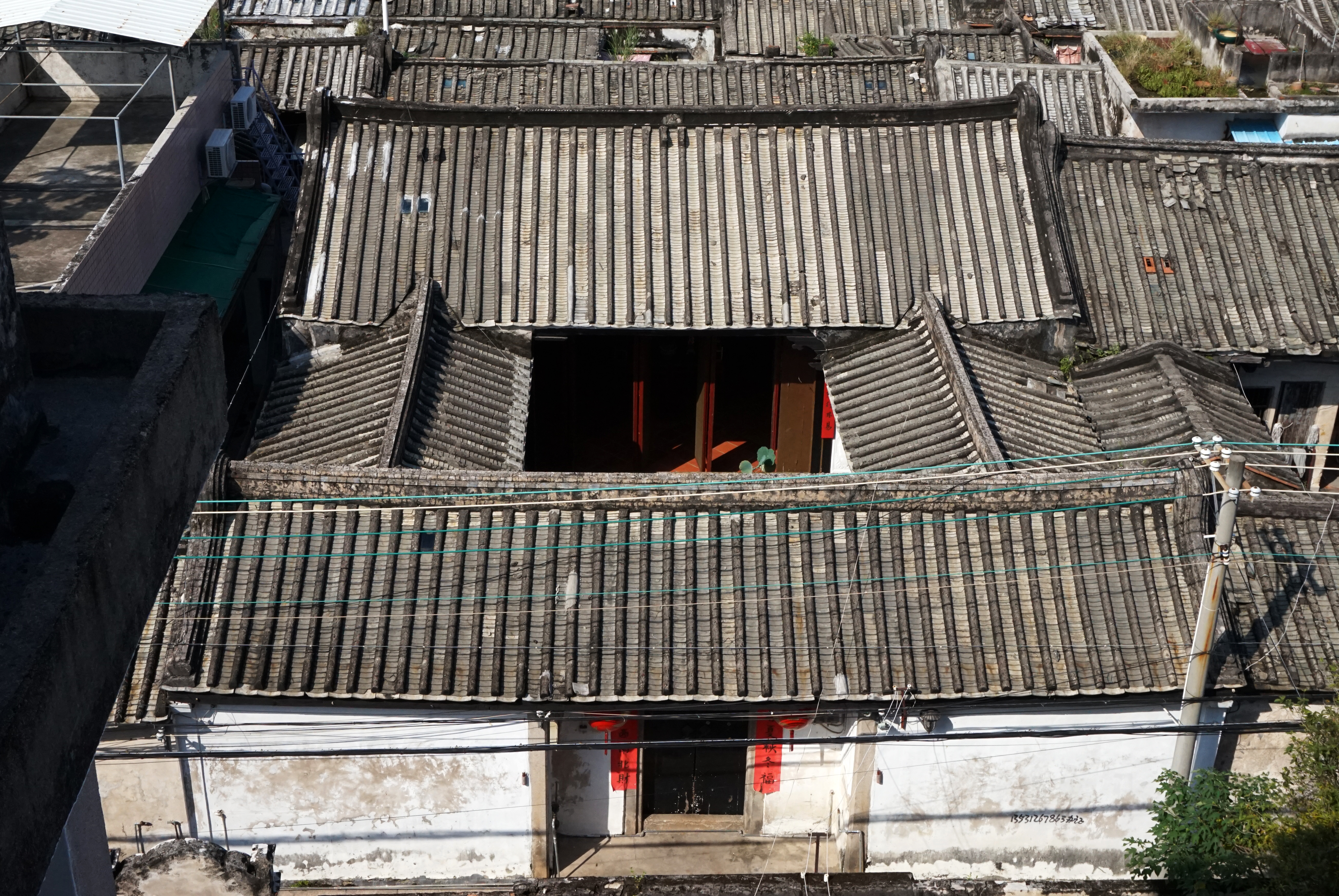
廣東潮州義興甲巷一處四點金民居

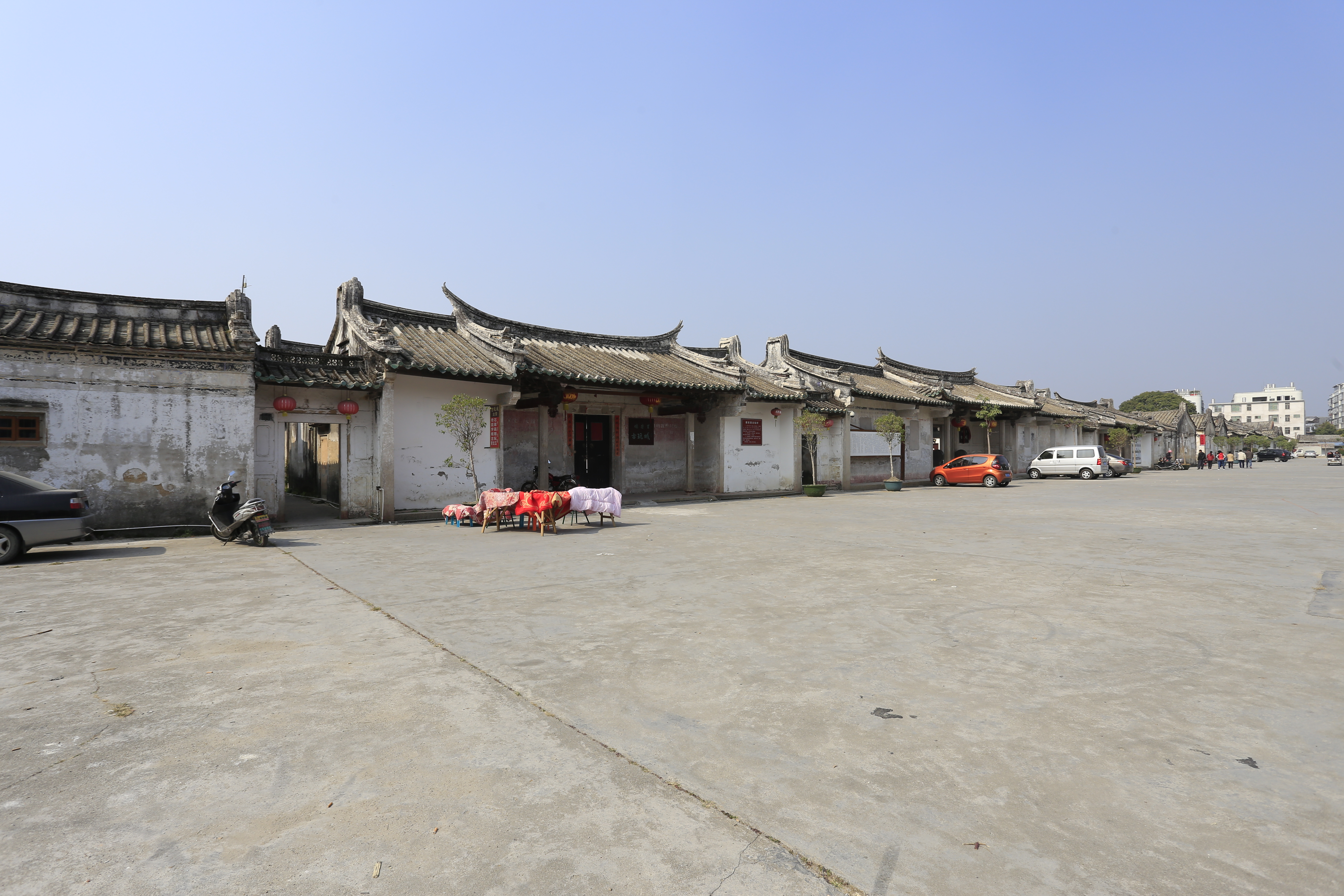
廣東水師提督府邸「徳安里」

潮州民系的建築特點鮮明，美學價值極高，為粵東的傳統民居建築，更是潮州文化的重要組成得一部分。潮地農村至今保留著唐宋世家聚族而居的傳統，其民居規模巨大，以宗祠家廟為中心，相連形成外部封閉而內部敞開的建築群體，發展出諸如「下山虎」、「百鳳朝陽 」、 「四點金」 、 「五間過」 、「駟馬拖車」 、 「百鳥朝凰」 等多樣的建築形式。民居建築大多以形像生動的名字來命名。代表性的潮州民居群落如汕頭澄海的陳慈黌故居和東里寨等。

## 民間信仰
潮州人的傳統民間信仰非常豐富。除了三山國王等潮州普遍信仰的神祇外，還有眾多的地方神祇，包括大峰祖師、風雨聖者、珍珠娘娘、媽祖、保生大帝、雙忠公、韓文公、真君大帝、玄天上帝、神農大帝、註生娘娘、司命灶君、公婆母等等。每年新春到元宵期間都有「營老爺」（遊神繞境）的活動。

## 飲食
潮州菜特點為烹海鮮、重湯輕油、崇尚清淡。

## 著名名人

### 歷史名人
- 王大寶，（1094年－1170年）：字元龜，廣東海陽人（今潮州市潮安縣歸湖镇人）。宋高宗建炎二年（1128年）廷試第二名（榜眼），授南雄州教授。
- 吳一貫，字道夫，海陽人，明朝官員、進士出身。成化十七年（1481年）登辛丑科進士，由上高縣知縣擢監察御史。弘治年間，歷按浙江、福建、南畿等地，后升大理寺右寺丞。京畿、河南饥荒，請發粟二十萬石以振等。後被貶，正德初年，再升江西副使，討伐華林賊有功，晋升為按察使。行軍至奉新時去世。
- 翁萬達（1498年－1552年），字仁夫，號東涯，諡襄毅，亦作襄敏，廣東承宣布政使司潮州府揭陽縣（今廣東省揭陽市）人。明朝進士出身、明朝中葉重臣。官至明朝兵部尚書、宣大總督。
- 林大欽（1512年－1545年），字敬夫，號東莆，小名大茂。廣東海陽縣東莆都（潮州潮安縣金石鎮）人，祖籍福建莆田，明代狀元。
- 林鳳，潮州饒平人，明朝時的海上武裝海商集團首領，與族人林國顯、林逢陽等劫掠沿海地區，人稱阿鳳、林阿鳳。[6]
- 鄭昭（สมเด็จพระเจ้าตากสินมหาราช）：（1734年4月17日－1782年4月7日），泰國第二代潮汕華裔（華泰混血），祖籍潮州府澄海縣（今汕頭市澄海區），泰國歷史上吞武里王國建立者和唯一一位君主，1767年至1782年在位。。
- 陳聯：泰國華人領袖，潮州人。
- 倫貴利（？－1800年），原名王貴利，潮州澄海人，清朝中葉華南海盜首領。

### 當代名人

#### 漢語圈
- 鄭正秋：（1889年1月25日－1935年7月16日），字芳澤，號伯常，筆名、藝名藥風，廣東潮陽人，生於上海，中國電影事業奠基人之一，中國家庭倫理片的開拓者和創始人。
- 林百欣：（1914年12月21日－2005年2月18日），潮陽棉城人，生於廣東汕頭市潮陽區出生，香港製衣業及地產商人，麗新集團創辦人，著名慈善家、亞視的永遠榮譽主席。
- 陳復禮：（1916年6月21日－2018年9月11日），廣東潮安人，香港攝影師，曾創辦《香港攝影畫報》、香港《中國旅遊》等雜誌。
- 饒宗頤：（1917年8月9日－2018年2月6日），字固庵、伯濂、伯子，號選堂，生於中國廣東省潮安縣，祖籍梅縣[7]，是國学家，在中國研究、東方學及藝術文化多方面有成就，是大紫荊勳賢。
- 李嘉誠：（1928年7月29日－），廣東潮州人，12歲前成長及居住於潮州。香港著名慈善家及企業家，亞洲首富，世界華人首富。[8]
- 洪子誠：（1939年4月－），廣東揭陽人，北京大學中文系教授、中國文學理論研究者。
- 楊受成：（1944年3月3 日-），原籍廣東潮州，香港出生，英皇集團創辦人兼董事長。
- 羅康瑞：（1948年4月18日－），原籍廣東潮州普寧，香港地產商、瑞安集團董事長。
- 向華強：（1948年12月16日-），原籍廣東潮州，香港出生，香港知名演員和電影出品人，中國星集團創始人。
- 劉松仁：（1949年10月14日－），原籍廣東潮州，香港出生，香港男演員，前亞洲電視及無綫電視藝人。
- 鄭則仕：（1951年5月22日－），原籍廣東潮州，香港男演員。
- 杜琪峯: （1955年4月22日－），原籍廣東普寧市，香港著名電影導演和監製。
- 林嶺東：（1955年12月8日－2018年12月29日），原籍廣東潮州，生於香港，香港電影導演及演員。
- 湯鎮業：（1958年9月29日－），原籍廣東潮州饒平，生於香港，香港演員，廣東省政協委員。
- 吳志森：（1958年9月30日－）香港著名傳媒人，原籍廣東揭陽，廣州出生，香港長大。
- 陳秀珠： （1958年10月20日－）, 原籍廣東潮陽縣，香港出生。為香港無綫電視女藝人。
- 周華健：（1960年12月22日－），原籍廣東汕頭潮南區峡山鎮，香港出生。香港著名流行音樂創作歌手、製作人。
- 陳庭威： （1961年－），原籍廣東潮州潮陽，香港前無綫電視男藝人。
- 趙汀陽：（1961年－），廣東汕頭人，中國社會科學院哲學研究所研究員、學部委員，中國哲學家。
- 邱禮濤：（1961年7月13日－），原籍廣東潮州，香港出生，香港電影導演、攝影指導、編劇、製片及演員。
- 江華：（1962年11月19日－），原籍廣東潮州，香港出生，香港男演員及歌手，曾為亞洲電視及無綫電視旗下藝人。
- 劉錫明：（1964年7月16日－），原籍廣東揭陽，香港男演員及歌手，曾為無綫電視旗下藝人。
- 馬德鐘：（1968年6月27日－），原籍廣東潮州，香港出生，香港男演員。
- 黄光裕： （1969年5月9日－），廣東潮陽銅盂人，中華人民共和國著名企業國美電器的創始人，前内地首富。
- 馬浚偉：（1971年10月26日－），原籍廣東潮陽縣，香港出生。香港男演員、節目主持及歌手，曾是無綫電視藝員，近年以自由身身份回歸無綫電視拍攝劇集。
- 馬化騰：（1971年10月29日－），廣東省潮陽縣（今汕頭市潮南區）人，出生於海南島東方縣（今海南省東方市）八所港。騰訊總裁，QQ之父，前中國内地首富。
- 鄭秀文：（1972年8月19日－），父籍是廣東澄海，香港出生，華語樂壇天后級女歌手與演員。
- 蔡少芬：（1973年9月17日－），原籍廣東潮州，香港出生，香港女演員及兼職女模特兒，前無綫電視女藝員。
- 楊千嬅：（1974年2月3日－），原籍廣東澄海，香港出生的華語著名女歌手、唱片監製、演員，現時「天后級」兼「影后級」人馬，為香港演藝圈歌壇和影壇發展最成功的1990年代出道代表。
- 何美鈿：（1975年12月2日－） ，廣東潮州人，香港出道女演員，曾為體操選手。
- 孫淑偉：（1976年1月－），廣東揭陽人，中國男子跳水運動員。
- 陳鍵鋒：（1978年5月4日－），原籍廣東潮州，香港出生，香港影視男演員、男歌手。
- 林嘉欣：（1978年8月17日－），父親是廣東汕頭人，香港知名影星。
- 黃祥興：（1978年9月22日－），原籍廣東潮州，香港出生，香港男演員。
- 黃宗澤：（1980年12月13日－），原籍廣東汕頭，香港出生，香港男演員。
- 赵荣：（1980年7月23日－），廣東汕頭人，广州电视台主持人、演员。
- 陳楚生：（1981年7月25日－），原籍廣東省普寧縣，生於海南三亞，歌手。
- 高鈞賢：（1984年5月20日－），原籍廣東潮州，香港出生，香港男演員。
- 周秀娜：（1985年5月22日－），廣東潮州人，香港知名女演員、模特兒。
- 郭偉陽：（1988年12月19日－），父親是汕頭司馬浦鎮人，體操運動員，2012年夏季奧運會金牌得主。
- 郑湫泓：（1990年11月25日－），廣東揭陽揭西人，揭西出生，中國知名女歌手、演员。
- 林躍：（1991年7月24日－），廣東潮州人，中國男子跳水運動員。
- 謝銳韜：（1993年2月22日－），出生於廣東潮州。Hip-Hop音樂製作人和饒舌歌手。愛奇藝《中國有嘻哈》全國6強。
- 廖力生：（1993年4月29日－），祖籍揭陽揭西金和鎮，中國職業足球員。

#### 泰國
- 比里·帕儂榮：（1900年5月11日－1983年5月2日），漢名陳嘉祥，父系祖籍潮州澄海縣上華鎮下陳村（現廣東汕頭市澄海區），第八、九、十任泰國總理。
- 陳弼臣：（1908年11月10日－1988年1月3日）祖籍潮陽，盤谷銀行創辦人。
- 差猜·春哈旺：祖籍澄海，17任泰國總理。
- 陳有慶：祖籍潮陽，企业家。泰國華僑陳弼臣長子。
- 班漢·西巴阿差：（1932年8月19日－2016年4月23日），漢名馬德祥，曾擔任泰國總理（1995年到1996年）。
- 陳有漢：（1934年2月－2018年6月24日），祖籍潮陽，陳弼臣家族成員。盤谷銀行董事長。被美國《財富》雜誌評選為「1990年亞洲25位傑出銀行家之一」。
- 沙馬·順達衛：（1935年6月13日－2009年11月24日），漢名李沙馬
- 謝國民：（1939年4月19日－），祖籍澄海，泰國華裔企業家，正大集團CEO。
- 龍宛虹：潮州人，祖籍湖南漵浦[9]，泰國科技部長。
- 李智正（英语：Krit Ratanarak）：（1946年4月19日－），祖籍澄海，曼谷廣播電視台第7頻道董事長，暹羅城市水泥股份有限公司（Siam City Cement Public Company Limited）CEO。
- 陳智文：祖籍潮陽，泰國華僑陳弼臣之孫。
- 谢榕仁：祖籍澄海，正大集团的CEO。

#### 新加坡
- 林義順：（1879年11月12日－1936年3月20日），籍貫廣東澄海縣歧山鎮馬西村，星洲三傑之一，林義順公司（Lim Nee Soon & Co）創辦人。
- 董俊競：（1901年9月12日－2000年9月3日），廣東汕頭人，詩家董百貨公司創始人。
- 連瀛洲：（1906年8月2日－2004年8月6日），廣東潮州府潮陽大布洋鄉人，新加坡義安理工學院、華聯銀行（2001年與大華銀行合併）創辦人。
- 陳浩亮：（1933年5月5日－），廣東汕頭人，新加坡舉重運動員，2008年北京奧運會之前唯一為新加坡奪得奧運會獎牌的運動員。
- 蔡瀾：（1941年8月18日－），籍貫廣東潮州，專欄作家，美食評論家和電影製片人。[10]
- 李文獻：（1947年10月1日－），籍貫廣東潮州，曾為新加坡總理李顯龍內閣的新聞、通訊及藝術部長。
- 林文興：（1947年11月18日－），籍貫廣東揭西，人民行動黨主席，前職總秘書長。
- 陳澍城：（1949年10月21日－），籍貫廣東潮州，新加坡演員，曾經也是節目主持人。
- 黃文永：（1952年7月25日－2013年4月20日），籍貫廣東潮州，新加坡演員。
- 林瑞生：（1954年7月13日－），籍貫廣東潮州，新加坡總理公署部長。
- 楊榮文：（1954年9月13日－），籍貫廣東潮安縣庵埠鎮文里鄉，前新加坡外交部長。
- 劉程強：（1956年9月5日－），籍貫廣東潮州，新加坡工人黨的前秘書長。
- 王瑞杰：（1961年11月1日－），籍貫廣東潮州，曾任新加坡副總理和財政部長。
- 向雲：（1963年10月27日－），籍貫廣東潮州，本名陳翠嫦，新加坡電影和電視殿堂級演員，目前為新傳媒私人有限公司旗下經紀合約女藝人。
- 李南星：（1964年11月7日－），籍貫廣東潮陽，新傳媒私人有限公司部頭合約男藝人，在新加坡與鄭惠玉並稱「新加坡一哥、一姐」。
- 陳莉萍：（1965年8月22日－），籍貫廣東潮州，新加坡電視藝員，亦是新傳媒私人有限公司的著名演技派花旦。是新傳媒阿姐之一。
- 黃桂琴（英语：Kym Ng）：（1965年7月1日－），籍貫廣東潮州，藝名鐘琴，新加坡女演員和電視節目主持人。
- 陳漢瑋：（1969年8月29日－），籍貫廣東潮州，新加坡殿堂級當紅影視男演員，現為新傳媒私人有限公司旗下經紀合約男藝人。
- 鄭惠玉：（1968年1月10日－），籍貫廣東潮州，新加坡華人女明星，新加坡「才華横溢出新秀」冠軍，有「新傳媒一姐」、「千面女郎」美譽。
- 周初明：（1968年11月20日－），籍貫廣東潮州，新加坡演員。
- 李銘順：（1971年7月23日－），籍貫廣東潮州，新加坡男演員，新傳媒部頭藝人。
- 周崇慶（英语：Dennis Chew）：（1973年8月15日－），籍貫廣東潮州，廣播節目播音員，綜藝節目主持人，演員和歌手。
- 張玉華：（1975年12月25日－），籍貫廣東潮州，新加坡歌手、演員以及模特兒。
- 孫燕姿：（1978年7月23日－），籍貫廣東潮州潮安沙溪鎮，新加坡華語流行音樂女歌手。

#### 越南
- 黎文遠（Lê Văn Viễn）：（1904年－1972年），父親廣東潮州人，出生在堤岸的一個華人家庭，越南黑幫頭目。平川部隊領袖，少將軍銜。

#### 柬埔寨
- 楊宗勛（ដួង ហេង）：（1967年2月12日－），祖籍廣東潮安，柬埔寨華人，現任柬埔寨皇家軍三軍總司令顧問，柬埔寨洪森親王警衛隊副司令，官至上將，他是柬埔寨軍政中的華裔高即將領之一。

#### 馬來西亞
- 鍾廷森：（1943年－），祖籍廣東潮陽，金獅集團主席和馬來西亞中華工商聯合會主席。
- 郑鸿标:（1930年3月14日—2022年12月12日），马来西亚华人企业家，祖籍广东省潮州。马来西亚大众银行创始人。
- 蔡銳明：（1943年10月22日－2023年12月3日），祖籍廣東潮州府澄海縣大衙村，前馬來西亞衛生部長。
- 蔡細歷：（1947年1月2日－），祖籍廣東省潮州府澄海縣，前馬來西亞衛生部長。
- 蔡智勇：（1977年10月19日－），祖籍廣東省潮州府澄海縣，蔡細歷之子，前馬來西亞國際貿易及工業部副部長。
- 張念群：（1981年1月27日-），祖籍廣東省潮州，她是前馬來西亞教育部副部長。

#### 加拿大
- 鄭經翰：（1946年7月3日－），籍貫廣東潮州， 熟人稱呼他為鄭大班，香港出生長大，前香港的電台政論節目主持及前香港立法會議員，現時已移民加拿大，主要在加拿大定居。
- 黃陳小萍：（1948年6月30日－），籍貫廣東汕頭潮南區陳店鎮，在香港出生長大，曾於保守黨執政期間從2011年-15年出任加拿大聯邦耆老事務國務部長，為聯邦內閣首位華裔女性成員。
- 林文森（英语：Vincent Lam）：（1974年9月5日－ ），原籍廣東潮州，父母為越南華人，之後移民加拿大，加拿大華裔醫師與作家。
- 劉憲華：（1989年10月11日－），原籍廣東潮州，男歌手、演員、音樂製作人。

#### 美國
- 張德培：（1972年2月22日－ ），籍貫廣東揭陽，著名的退役華裔男子網球運動員。
- 方慧娜（英语：Wena Poon）：（1974年－），原籍廣東潮州，出生於新加坡，小說家。

#### 澳大利亞
- 周泽荣：（1954年－），祖籍广东汕头，地产开发商侨鑫集团创办人，广东华兴银行董事长，现居澳洲。
- 廖嬋娥：（1964年4月6日－），籍貫廣東潮州，生長於香港，現任澳洲聯邦國會奇澤姆（Chistolm）選區議員。
- 方佳（英语：Alice Pung）：（1980年－ ），原籍廣東潮州，父母皆為柬埔寨移民澳大利亞的華裔，小說家和作家。

#### 英國
- 林兆波：（1954年3月28日－），籍貫廣東潮州， 數學家，曾在多間大學擔任教授，前任香港特首林鄭月娥的丈夫。

## 相關影視作品
- 《唐山大兄》（香港嘉禾羅維電影，李小龍主演）
- 《潮州怒漢》（香港王星磊電影，譚道良主演）
- 《潮州家族》（新加坡连续剧）
- 《我來自潮州》（香港亞洲電視本港台连续剧）
- 《家园》（中国中央电视台连续剧）
- 《乡音不改》（潮商卫视连续剧）

### 引用
1. ↑  黃挺、陳占山. . 廣東人民出版社. 2001-07-01. ISBN 9787218037110.
2. ↑  《Dominant Contribution of Northern Chinese to the Paternal Genetic   Structure of Chaoshanese in South China（中原汉族是潮汕汉族父系遗传成分的主要贡献者）》
3. ↑  楊錦麟. . 南方日報. 2009-11-18  [2010-01-01]. （原始内容存档于2009-11-25） （中文）.
4. ↑  .   [2021-05-30]. （原始内容存档于2021-12-22）.
5. ↑  潮汕民間節日 榕城五穀爺 的存檔，存档日期2013-10-17.
6. ↑  De Borja, M. R. and Douglass, W. A. (2005).  Basques in the Philippines. Las Vegas: University of Nevada Press.
7. ↑  .   [2022-02-06]. （原始内容存档于2022-02-06）.
8. ↑  Woopidoo. Lee Ka Shing Biography （页面存档备份，存于）. Retrieved 21 January 2010.
9. ↑  .   [2022-02-04]. （原始内容存档于2022-02-01）.
10. ↑  Lam, C. (1996). Eating in Hong Kong 1997. World Scientific Publishing Co Pte Ltd.

### 书籍
- 范英、刘小敏 主编：《自强不息：广东潮汕人的胆气》，《广东人精神丛书》，广州：广东人民出版社。